# Bacille (forme)
Pour l’article homonyme, voir Bacille.

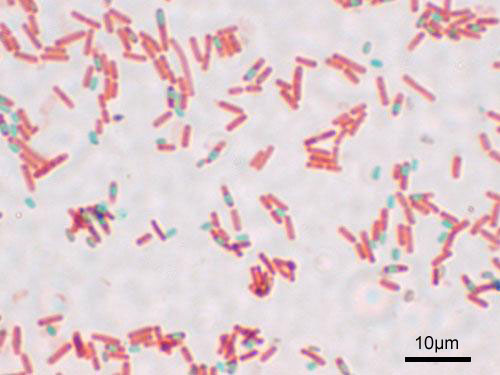
Bacillus subtilis sporulant (coloration au vert de malachite).

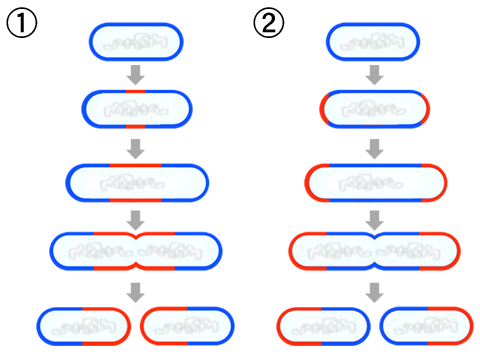
Modes de développement des bacilles : les lignes bleues et rouges indiquent les anciennes et les nouvelles parois cellulaires.
(1) croissance au centre du corps de la cellule, p.ex. Bacillus subtilis, E. coli, etc.
(2) croissance aux extrémités, p.ex. Corynebacterium diphtheriae.

Un bacille est une bactérie de forme allongée dite « en bâtonnet » — du latin baculus ou baculum, bâton — par opposition à la forme cocci (« ronde »).

La forme des bactéries et la coloration de Gram sont des critères permettant de les classer.

## Exemples de bacilles
Le bacille de Koch : bactérie qui est responsable de la tuberculose. Il s'infiltre dans l'organisme par les voies respiratoires, et se développe dans les os, les reins, la peau, les méninges, mais le plus souvent dans les poumons.
Le bacille du tétanos : il se trouve dans la terre et peut pénétrer dans l'organisme par des plaies profondes. Ce bacille libère des toxines qui, dans un premier temps, paralysent les muscles, et, si la maladie n'est pas traitée, peuvent être mortelles.

## Exemples de formes
Les bacilles selon leur genre, peuvent s'organiser de différentes façons :
- en chaîne (ex. : Lactobacillus, bactérie commensale du vagin) ;
- en palissade (ex. : Corynebacterium) ;
- en Y (ex. : Bifidobacterium).